# Lenvik
Lenvik este o comună din provincia Troms, Norvegia.